# Liste der türkischen Botschafter in Südkorea
Der Botschafter leitet die Botschaft in Seoul.
| Ernennung Akkreditierung | Botschafter         | Bemerkung | Ministerpräsident der Türkei | Präsident Südkoreas | Posten verlassen |
| ------------------------ | ------------------- | --- | ---------------------------- | ------------------- | ---------------- |
| 30. Sep. 1957            | Kamil İdil          | (* 1900 in Istanbul † 28. November 1982) Studium der Medizin an der Universität Istanbul, Harvard University Serologie und Bakteriologie, Master der Johns Hopkins University, Mitglied der Grenzkommission in Korea, 1957–1959: Botschafter in Seoul. | Adnan Menderes               | Rhee Syng-man       | 20. Okt. 1959    |
| 30. Apr. 1960            | Hikmet Hayri Anlı   | | Cemal Gürsel                 | Yun Bo-seon         | 14. Dez. 1963    |
| 15. Dez. 1963            | Bülent Görkem       | | İsmet İnönü                  | Park Chung-hee      | 7. Juli 1964     |
| 8. Juli 1964             | Okan Gezer          | | İsmet İnönü                  | Park Chung-hee      | 30. Sep. 1966    |
| 1. Okt. 1966             | Şarık Arıyak        | | Suad Hayri Ürgüplü           | Park Chung-hee      | 13. Apr. 1967    |
| 14. Apr. 1967            | Bülent Kestelli     | | Suad Hayri Ürgüplü           | Park Chung-hee      | 7. Juni 1971     |
| 7. Juni 1971             | Yücel Ayaslı        | | Nihat Erim                   | Park Chung-hee      | 30. Mai 1972     |
| 31. Mai 1972             | Melih Erçin         | | Ferit Melen                  | Park Chung-hee      | 30. Juni 1980    |
| 8. Juli 1980             | Erdil Akay          | (* 22. Oktober 1936 in Piräus) 1954: Abitur Galatasaray-Gymnasium, 1959: Studium der Politikwissenschaft an der Universität Ankara, 31. Dezember 1959: Eintritt in den auswärtigen Dienst, 1980–1982: Botschafter in Seoul, 1986 bis 1989: Botschafter in Algier, 1989 bis 1991: Botschafter in Stockholm, 1996–1999: Ständiger Vertreter bei der FAO, 1999–2001: Konsul in Genf, 2001: Versetzung in den Ruhestand. | Bülent Ulusu                 | Chun Doo-hwan       | 19. Apr. 1982    |
| 23. Apr. 1982            | Bedrettin Tunabaş   | (* 1930 in Istanbul) 1950: Abitur: St. Joseph High School (Istanbul), 1954; Studium der Politikwissenschaft an der Universität Ankara, 1975–1978: Generalkonsul in Rotterdam, 1984–1987: Botschafter in Nord-Nikosia, 1990–1995: Botschafter in Budapest. | Bülent Ulusu                 | Chun Doo-hwan       | 16. Nov. 1984    |
| 23. Nov. 1984            | Metin Sirman        | | Turgut Özal                  | Chun Doo-hwan       | 16. Dez. 1986    |
| 29. Dez. 1986            | Yunus Güçel         | | Turgut Özal                  | Chun Doo-hwan       | 24. Feb. 1989    |
| 11. März 1989            | Muammer Akçer       | | Yıldırım Akbulut             | Roh Tae-woo         | 24. Dez. 1990    |
| 25. Dez. 1990            | Turhan Fırat        | (* Mai 1937 in Istanbul) 1961: Studium der Politikwissenschaft an der Universität Ankara, 1962: Eintritt in den auswärtigen Dienst, 31. Mai 1988 – 25. Dez. 1990 ständiger Vertreter beim Europarat, 1990–1994: Botschafter in Seoul, 1997–2002: Ständiger Vertreter bei der UNESCO in Paris, lehrte an der Bilkent-Universität, Ankara, Politikwissenschaft. | Yıldırım Akbulut             | Roh Tae-woo         | 16. März 1994    |
| 15. Juni 1994            | Kaya Toperi         | (* 1933 in Ankara) 1950 Abitur am TED Ankara College Foundation Schools, 1955: Studium der Politikwissenschaft an der Universität Ankara, 1983–1986: Botschafter in Kuwait-Stadt, 1986–1989: Botschafter in Ottawa, 1989–1992: Öffentlichkeitsarbeit des Premierministers, 1990–1993: Sprecher des Präsidenten. 1993 Botschafter in Bern, 1994–1996: Botschafter in Seoul, 1996: Versetzung in den Ruhestand. | Tansu Çiller                 | Kim Young-sam       | 30. Apr. 1996    |
| 16. Okt. 1996            | Halil Dağ           | | Necmettin Erbakan            | Kim Young-sam       | 1. Nov. 2000     |
| 16. Nov. 2000            | Tomur Bayer         | (* 1949 in Istanbul) 1972: Abitur Robert College. 1972: Studium der Politikwissenschaft an der Universität Ankara, 1973: Eintritt in den auswärtigen Dienst, 2003–2004: Botschafter in Seoul, 2003–2004: Botschafter in Stockholm, 1. November 2009 bis 15. November 2013: ständiger Vertreter beim UN-Hauptquartier. | Bülent Ecevit                | Kim Dae-jung        | 4. Jan. 2003     |
| 15. Jan. 2003            | Selim Kuneralp      | (* 9. Juli 1951 in Prag) Abitur: St. Joseph High School (Istanbul), 2000–2003: Botschafter in Stockholm, 2003–2006: Botschafter in Seoul, Mai 2012–2014: ständiger Vertreter bei der WTO. | Recep Tayyip Erdoğan         | Roh Moo-hyun        | 17. Dez. 2005    |
| 13. Jan. 2006            | Deniz Özmen         | | Recep Tayyip Erdoğan         | Roh Moo-hyun        | 30. Sep. 2009    |
| 13. Nov. 2009            | Erdoğan Şerif İşcan | | Recep Tayyip Erdoğan         | Lee Myung-bak       | 5. Mai 2011      |
| 15. Juni 2011            | Naci Sarıbaş        | (* 1949 in Ankara) 1966: Abitur am TED Ankara College Foundation Schools, Studium Wirtschafts- und Verwaltungswissenschaften an der Gazi Üniversitesi İktisadi ve İdari Bilimler Fakültesi in Ankara, 1972: Eintritt in das Handelsministerium, 1979: Eintritt in den auswärtigen Dienst, 2005–2007: Botschafter in Katar, 2009–2011: ständiger Vertreter bei der OSZE, 2011–2013: Botschafter in Seoul. | Recep Tayyip Erdoğan         | Lee Myung-bak       | 16. Dez. 2013    |
| 1. Jan. 2014             | Arslan Hakan Okçal  | (* 25. Februar 1954) 1977: Studium der Internationalen Beziehungen an der Universität Ankara, 1. Dezember 1978 – 1. April 1980: Eintritt in den auswärtigen Dienst, Gesandtschaftssekretär dritter Klasse, 15. April 1980 – 31. Juli 1981: Militärdienst, 4. August 1981 – 22. Dezember 1981: Gesandtschaftssekretär zweiter Klasse, in der Abteilung Konsularisches, 22. Dezember 1981 – 30. September 1983: Vizekonsul im Generalkonsulat Benghazi, 30. September 1983 – 1. Oktober 1987: Vizekonsul im Generalkonsulat Münster, 1. Oktober 1987 – 16. August 1989: Leiter der Abteilung Finanzen, 15. Februar 1989 – 15. Juli 1989: NATO Defense College, 16. August 1989 – 31. August 1992: Gesandtschaftssekretär erster Klasse beim Nordatlantikrat, 31. August 1992 – 1. September 1995: Generalkonsul in Komotini, 1. September 1995 – 29. August 1997: Leiter der Abteilung Nordamerika, 29. August 1997 – 1. September 1999: Gesandtschaftsrat in Bonn, 1. September 1999 – 1. September 2001: Gesandtschaftssekretär in Berlin, 26. Dezember 2004 – 15. Juni 2008: Botschafter in Abuja, 15. Juni 2008 – 16. August 2010: Botschafter in Skopje, 16. August 2010 – 15. Dezember 2013: Der Balkan und Mitteleuropa Head Office - Botschafter, General Manager, 1. Januar 2014: Botschafter in Seoul. | Ahmet Davutoğlu              | Park Geun-hye       |                  |